# ATC 코드 A13
ATC 코드 A13은 ATC 코드의 강장제로 작용하는 약물을 정리한 코드이다.

ATC 코드 A 소화관 및 대사의 하위그룹을 이룬다.
동물용 의약품을 위한 코드(ATCvet 코드)의 경우 인체의약품 코드 앞에 Q가 들어가게 된다. 예 : QA13.

## A13A 강장제
이 그룹은 비어있다.